# Itzel Medecigo
Itzel Trejo Medécigo (Itzel Medecigo) (Mexico) is een Nederlands-Mexicaanse mezzosopraan, gespecialiseerd in opera. Ze is woonachtig en werkzaam in Nederland.

## Biografie
Medecigo is geboren in Mexico, en groeide op in een familie van academici. Haar vader is ingenieur, haar moeder psycholoog, haar zus (die naar Australië emigreerde)  econoom en haar broer (die naar de VS emigreerde) is bioloog. Ze koos als enige voor een kunstzinnige richting. Toen ze op haar 13e voor het eerst een klassiek concert hoorde van een Mexicaanse sopraan, wist ze dat ze wilde gaan zingen.
Medecigo studeerde Belcanto aan de Escuela Superior de Música in Mexico-Stad en sloot dit af met een Bachelorexamen. Tegelijkertijd studeerde ze (tijdens achtereenvolgende zomers) Frans in Quebec in Canada. Aansluitend kwam ze in 2010 naar Nederland. In 2013 en 2015 nam ze deel aan het Talent Development Programma van De Nationale Opera. Ze volgde een Masteropleiding in Music Performance aan het Utrechts Conservatorium. In haar Masterscriptie verkende ze fysieke en mentale dimensies van zang en dans. In het daar aan gekoppelde afstudeerrecital Esa Noche Yo Bailá (Die nacht dans ik), dat in 2016 plaats vond in TivoliVredenburg, voerde ze met een groep van 18 musici, zangers en dansers 4 eeuwen aan zang en dans uit.
Ze volgde tevens lessen bij onder meer Dobrinka Yankova, Ira Siff, Bruno von Nünlist, Nicoletta Olivieri en Jard van Nes. Na haar studie verbleef ze tijdelijk in Duitsland en België, maar vestigde zich uiteindelijk in Nederland. 

### Opera
Het operarepertoire van Medecigo reikt van Purcell tot levende componisten. Ze zong o.a. in de wereldpremières van het muziektheaterstuk One Legatura to be plucked van Danai Bletsa (2011) en Over van Rick van Veldhuizen voor het Opera Forward Festival van De Nationale Opera (2016). In 2018 zong ze bij Opera Classica Europa (een Duits productiehuis) de rol van Mercédès in Carmen van Bizet. In 2019 zong ze een rol in Tannhäuser (Wagner). In 2020 zong ze in een productie van La traviata (Verdi) op het Mythos Opera Festival in Rome. Haar eerste grote hoofdrol in Nederland was die van Carmen, bij Opera Spanga. In 2022 zong ze in de première van After the Flood (meerdere componisten) samen met het Noord Nederlands Orkest, eveneens een productie van Opera Spanga. In 2023 volgden rollen in de producties Jevgeni Onegin (Tsjaikovski) en Guillaume Tell (Rossini).

### Overig werk
Medecigo heeft solo-recitals gegeven in verschillende concertzalen in Mexico, Australië, Oostenrijk, Duitsland en Nederland. Ze werkte eveneens mee aan cross-overproducties met disciplines als dans en design. Ze zong in de wereldpremière van het Requiem van Gavin Bryars, in opdracht van Het Nationale Ballet (2019). In 2023 zong ze in een muziektheaterproductie over Frida Kahlo, in Symfonie nr 3 van Mahler en in De Passie van nu, een productie over Bach's Matthäus-Passion in cross-over met o.a. Indonesische en Turkse liederen, Arabische poëzie, Mexicaanse son en Hindoeïstische bhajans. Medecigo zingt tevens als alt in het koor van De Nationale Opera.

## Prijzen
In 2007 werd de prijs voor “Beste Interpretatie van Mexicaanse Muziek” toegekend aan Medecigo tijdens de Maritza Alemán zangwedstrijd (Mexico).
- Library of Congress Control Number: n2022036004
- Virtual International Authority File: 37165809379358971770